# Oculina patagonica
Oculina patagonica is een rifkoralensoort uit de familie van de Oculinidae. De wetenschappelijke naam van de soort is voor het eerst geldig gepubliceerd in 1908 door de Angelis.